# Proud Mary
Proud Mary – utwór rockowy napisany przez Johna Fogerty’ego i nagrany przez jego zespół Creedence Clearwater Revival.  Po raz pierwszy ukazał się na albumie Bayou Country oraz promującym go singlu w styczniu 1969.  Utwór ten, uważany za jeden z najlepszych w dorobku zespołu, w 1998 został wprowadzony do Grammy Hall of Fame, a w 2004 został umieszczony na liście 500 najlepszych piosenek wszech czasów magazynu „Rolling Stone”.
Piosenka doczekała się wielu coverów, spośród nich szczególne uznanie zdobyła wersja Tiny i Ike’a Turnerów, która, podobnie jak pierwowzór, została wprowadzona do Grammy Hall of Fame w 2003 roku.

## Notowania na listach przebojów
| Zestawienie          | Pozycja |
| -------------------- | ------- |
| Ö3 Austria Top 40    | 1       |
| Billboard Hot 100    | 2       |
| Media Control Charts | 4       |
| Schweizer Hitparade  | 4       |
| VG-lista             | 6       |
| UK Singles Chart     | 8       |

## Interpretacje

### Tina Turner
Po raz pierwszy Tina Turner nagrała „Proud Mary” w 1970 roku z Ikiem – jej ówczesnym mężem. Wersja duetu Ike & Tina Turner wydana została na singlu pochodzącym z albumu Workin’ Together. Ich aranżacja znacznie się różniła od oryginału CCR, stała się jednak podobnie popularna będąc jednocześnie jedną z najlepiej rozpoznawalnych piosenek Tiny.
W 1988 roku piosenkarka nagrała solową wersję na żywo, która trafiła na album Tina Live in Europe. Tina raz jeszcze zarejestrowała utwór „Proud Mary” w studiu na potrzeby filmu biograficznego Tina: What’s Love Got To Do With It, który zamieszczono na soundtracku pod tym samym tytułem (1993). Ta wersja wydana została na promocyjnym singlu dla stacji radiowych oraz DJ-ów.

### Acid Drinkers
Polski zespół Acid Drinkers stworzył własną wersję utworu „Proud Mary”. Cover został opublikowany na płycie High Proof Cosmic Milk (1998). Pod względem muzycznym wykorzystano w nim riff autorstwa zespołu Sepultura z utworu „Roots Bloody Roots”, opublikowanego na albumie Roots (1996). Interpretacja Acid Drinkers w wersji live ukazała się także na albumie koncertowym albumie Varran Strikes Back – Alive!!! (1998).

## Nawiązania w kulturze masowej
- Piosenka pojawia się w serialu Simpsonowie w odcinku Lisa królową piękności (ang. Lisa Queen Beauty).
- W serialu Świat według Bundych, Al Bundy wyśpiewuje m.in. piosenkę „Proud Mary”.
- W pierwszym odcinku serialu Alf, kosmita razem z Lynn śpiewają „Proud Mary”, kiedy Willie próbuje naprawić pojazd Alfa.